# Opius dewulfi
Opius dewulfi är en stekelart som beskrevs av Fischer 1968. Opius dewulfi ingår i släktet Opius och familjen bracksteklar. Inga underarter finns listade i Catalogue of Life.